# José María Barreiro Manjón
José María Barreiro Manjón (Cádiz, 20 de agosto de 1793 - Bogotá, 11 de octubre de 1819) fue un militar español. Participó en la Batalla de Boyacá en la que fue derrotado y capturado por el soldado Pedro Pascasio Martínez

## Biografía
Teniente formado en artillería. En la defensa de Madrid de 1808 fue herido y hecho prisionero, por lo que un año más tarde se le concede el grado de teniente. En 1810, liberado, pasa a Cádiz, sirviendo en la Guerra de la Independencia. De capitán estuvo destinado en Sevilla. 
De teniente coronel pasa a ultramar, en 1815, en la expedición ordenada por Fernando VII al comando del general Pablo Morillo, destinado a pacificar la Capitanía General de Venezuela y el Virreinato de Nueva Granada, llegó a convertirse en hombre de su confianza y obtuvo el empleo de coronel graduado brigadier a la edad de 26 años. Mantuvo relaciones sentimentales con una joven del país, hermana de un combatiente republicano. Por su juventud, ilustración y galantería con las damas de Santa Fe de Bogotá recibió el mote de Adonis de las mujeres, y hay versiones que afirman que la muerte de Barreiro fue muy lamentada en la sociedad de la capital virreinal, otras versiones no indican lo mismo.
Aunque hasta su llegada a Santa Fe de Bogotá solo había dirigido una compañía de artillería, Morillo entregó a Barreiro, por su formación académica y conocimientos militares, el mando de la tercera división, que el mismo Barreiro formó e instruyó a base de milicias del país para la defensa de Santa Fe. El virrey Sámano, sin embargo, pretendió que por su dilatada experiencia militar fuese el brigadier Sebastián de la Calzada, quién tomase el mando de la división, pero Barreiro rehusó entregarlo. Por lo que en retaguardia, en la capital del virreinato, junto al virrey permanecieron Calzada y el también veterano coronel Basilio García, al mando de una compañía del batallón Aragón. Seis meses después de su llegada a Bogotá el joven y voluntarioso, pero inexperto Barreiro fue derrotado en la batalla de Boyacá y hecho prisionero por el niño-soldado de 11 años Pedro Pascasio Martínez. Conducido preso a Santa Fe de Bogotá, Barreiro y todos los oficiales españoles prisioneros (37) fueron luego ejecutados el 11 de octubre en la Plaza Mayor, hoy Plaza de Bolívar, Bogotá; fusilados por orden de Francisco de Paula Santander en otro episodio de la Guerra a muerte.